# Герхард Висер
Герхард Висер е южноафрикански дипломат.
Завършва „Търговия“ в Университета в Стеленбош, Южна Африка.
Той е временно управляващ посолството в България от 2004 г. (посланик е Яни Момберг, със седалище в Атина, Гърция).